# 3538 Nelsonia
3538 Nelsonia è un asteroide della fascia principale. Scoperto nel 1960, presenta un'orbita caratterizzata da un semiasse maggiore pari a 2,6414179 UA e da un'eccentricità di 0,2683491, inclinata di 4,20369° rispetto all'eclittica.